# وایسباخ (بادن-وورتمبرگ)
وایسباخ (به آلمانی: Weißbach) یک شهر در آلمان است که در هوهنلوهه واقع شده‌است.